# Berango
Berango è un comune spagnolo di 5 311 abitanti situato nella comunità autonoma dei Paesi Baschi.